# هوانگ فنگ
هوانگ فنگ (انگلیسی: Huang Feng؛ زادهٔ ۷ ژانویهٔ ۱۹۱۹) بازیگر، رزمی‌کار، کارگردان فیلم، تهیه‌کننده فیلم، طراح صحنه‌های اکشن و فیلم‌نامه‌نویس اهل هنگ کنگ است.
از فیلم‌ها یا مجموعه‌های تلویزیونی که وی در آن‌ها نقش داشته‌است، می‌توان به هاپکیدو و رودخانه خشمگین اشاره نمود.